# Maguy Marin
Maguy Marin (Tolosa, 2 giugno 1951) è una coreografa e ballerina francese.

## Biografia

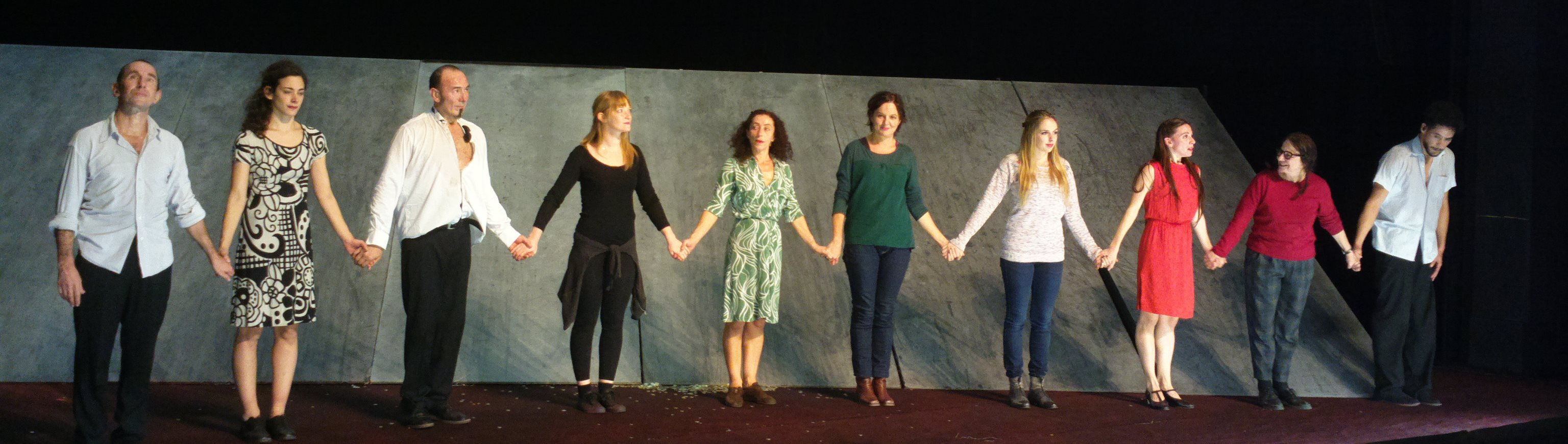
Maguy Marin (seconda da destra) danza BiT al Théâtre des Abbesses

Nata a Tolosa da madre madrilena e da padre andaluso, emigrati e rifugiati in Francia per sfuggire al regime di Francisco Franco, comincia gli studi a otto anni al Conservatorio di Tolosa. A 16 anni si trasferisce al Conservatoire de Paris, dove segue le lezioni di Nina Vyroubova. Negli anni tra il 1968 ed il 1972 è membro del balletto dell'Opéra de Strasbourg, danzando in produzioni di balletto come Il Lago dei Cigni e Giselle.
Nel 1972 Maguy Marin approda a Mudrā, scuola e residenza coreografica creata dal celebre Maurice Béjart a Bruxelles, e prenderà parte alla formazione del gruppo "Chandra", interno alla scuola e diretto da Micha van Hoecke. Dal 1974 al 1977 diventa membro della compagnia di Maurice Béjart, Les ballet du XXe siécle, interpretando le coreografie di repertorio e le nuove creazioni, e partecipando già in veste di coreografa per la creazione Yu-Ku-Ri, creata per la compagnia nel 1976.
Non mancheranno nella sua carriera collaborazioni celebri, come quella con Carolyn Carlson in veste di danzatrice. Negli anni successivi accadranno molte cose: la prima di Babel Babel, una stagione nel Théâtre des Champs-Élysées e una commissione dal gruppo di ricerca coreografica dell'Opéra di Parigi (Groupe de Recherche Chorégraphique de l'Opéra de Paris), nonché un premio nazionale per la coreografia direttamente assegnato dal ministro francese della cultura.
Nel 1978 Maguy Marin è ancora a Bruxelles con una collaborazione con Daniel Ambash, con il quale fonda la "Compagnie Maguy Marin" (1984). In questo stesso anno ottiene un premio al Concours chorégraphique international de Bagnolet. Il suo stile è considerato da molti critici di danza un omologo francese del Tanztheater (sviluppato in Germania principalmente dalla coreografa Pina Bausch), che incorpora nella creazione coreografica anche degli elementi teatrali, e che richiede ai danzatori anche delle capacità attoriali. Maguy Marin è la maggiore rappresentante della nouvelle danse française, soprattutto dopo la creazione di May B, una performance ispirata a Samuel Beckett ed entrata ormai nel mito, che ha visto la luce nel 1981.
Nel 1985 crea una coreografia sulla musica di Sergej Prokofiev per Cinderella, danzata per la sua prima rappresentazione, dalla compagnia dell'Opéra di Lione. La prima statunitense di questo spettacolo, a New York nel 1997, fu un tale successo che subito dopo la compagnia portò Cinderella in tutti gli Stati Uniti. L'anno seguente fu nominata Cavaliere dell'ordine delle arti e della letteratura. La Compagnie Maguy Marin comincerà con una residenza alla Maison de la Culture de Créteil, spostandosi poi per un breve periodo al Centre Chorégraphique de Créteil, per arrivare infine, nel 1998, nella nuova residenza al Centre Chorégraphique National de Rillieux-la-Pape, appena fuori Lione, dove tutt'oggi si trova. La Compagnie Maguy Marin esporta la cultura europea e francese, con tournée che toccano davvero tutto il mondo, dal sud America agli Stati Uniti, Giappone, Nuova Zelanda.
Pur continuando a creare per la sua compagnia, Maguy Marin ha lavorato come coreografa anche per altre compagnie, quali il Dutch National Ballet e il Nederlands Dans Theater 3, con opere quali Ay Dios creato per due étoiles del Balletto dell'Opéra di Parigi e Coppelia per l'Opéra Ballet de Lyon (dove è stata coreografa residente dal 1992 al 1994). Le sue coreografie sono state riprese anche da altre compagnie, tra le quali figura anche la compagnia italiana del Teatro alla Scala di Milano. Dal 1998 ad oggi Maguy Marin e la sua compagnia continuano con la ricerca creativa, con una quarantina di pièces all'attivo. Negli ultimi anni Maguy Marin ha sviluppato una tendenza abbastanza palese verso la non-danza, come dimostrano le ultime creazioni, un lavoro "a togliere" per lasciar scaturire dai corpi dei suoi interpreti tutta la potenza del gesto e del messaggio drammaturgico. Nel 2003 è una delle poche non statunitensi a ricevere l'American Dance Festival Award, e nel 2008 ha ricevuto un Premio Bessie a New York per il suo Unwelt presentato al Joyce Theater.
Nel 2009 ha presentato, per la prima volta al Festival di Avignone, la sua ultima intensa creazione: Description d'un combat (descrizione di un combattimento).

## La pasionaria della danza
Mguy Marinè stata definita la pasionaria della danza. La coreografa francese, infatti, ha sempre utilizzato la sua notorietà per operare nel sociale, e aprire discussioni importanti su tematiche come: i sans-papier, le popolazioni della Bosnia Erzegovina o del Kosovo.
Sono stati proprio i valori in cui crede, e che sono completamente integrati nella sua persona e nel suo lavoro di coreografa, a farle decidere di lasciare, insieme alla sua compagnia, il consolidato Centro Coreografico di Cretèil, per tuffarsi a capofitto nell'avventura del Progetto di sperimentazione artistica e sociale di Rillieux-la-Pape, battezzato "Ramdam", proprio dal titolo di una sua creazione.
Tutta la sua produzione creativa potrebbe essere raccolta sotto il titolo di "la condizione umana": da "May B", alle opere più recenti, ha sempre dato vita in modo intelligente a dei personaggi nei quali possiamo specchiarci, che mettono in risalto l'anima grottesca intrinsecamente legata all'essenza del genere umano. Il risultato è potente, ironico, ma anche feroce.
Nelle sue creazioni, la danza è impregnata da una teatralità sanguigna e calda, che fa toccare alla sua vivace coreografia dei momenti di puro lirismo.
Davanti alle opere di questa coreografa possiamo divertirci e ridere delle nostri patetici, piccoli rituali, fino al punto di piangere.

## Opere
Yu Ku Ri (1976) Bruxelles
Théâtre Royal de la Monnaie
Musica Alain Louafi 

Evocation (1977) Nyon
1er Prix de Nyon
Musica Lieder de Johannes Brahms cantate da Kathleen Ferrier 

Nieblas de Nino (1978) Bagnolet
1er Prix de Bagnolet
musiques populaires espagnoles, 
Poesie di Federico Garcia Lorca

L'Adieu (1978) Paris
Coreografia M. Marin et D. Ambash
Musica Stephane Dosse 

Dernier Geste (1978) Aix-en-provence
Musica Johann Sebastian Bach

Puzzle (1978) Manosque
per la Cie Michel Nourkil
Musica Steve Reich 

Zoo (1979) Villeneuve-les-Avignon
Musica Igor Stravinski

La jeune fille et la mort (1979) Italia 
Festival di Cremona a Sabioneta
Musica Franz Schubert

Contrastes (1979) Lyon
per il Ballet de l'Opéra de Lyon
Musica Béla Bartók

Cante (1980) France
Musica canti popolari spagnoli e Charlie Haden 

Réveillon (1980) France
Musica Marino Marini

May B (1981) Angers
Teatro municipale di Angers
Musica Franz Schubert, Gilles de Binche, Gavin Bryars

Babel Babel (1982) Angers
Teatro municipale di Angers
Musica Gustave Mahler

Jaleo (1983) Paris 
per il GRCOP 
Musica flamenco 

Hymen(1984) Avignon 
Musica Gato Barbiera, Carla Bley, Carl Orff, Don Cherry, Arturo Rayon, Robert Wyatt

Cendrillon (1985) Lyon 
per Lyon Opéra Ballet
Musica Serge Prokofiev, Jean Schwartz

Calambre (1985) Paris
Teatro de la Ville de Paris
Musica Arturo Rayon

Eden (1986) Angers 
Musica AG. Verdi, The Cure e Public Image Limited 

Leçons de ténèbres (1987) Paris
per il balletto de l'Opéra de Paris
Musica François Couperin

Otello (1987) Nancy
Opera di Giuseppe Verdi
Opéra de Nancy 

...Des Petits Bourgeois Les sept péchés Capitaux(1987) Lyon 
per Lyon Opéra Ballet & la Cie Maguy Marin
Musica Kurt Weill e Bernard Barras

Coups d'Etats (1988) Montpellier 
Festival Internazionale Montpellier-Danse
Musica Bernard Barras

Groosland (1989) Pays-Bas 
per l'Het Nationaal Ballet Amsterdam
Musica Johann Sebastian Bach

Eh qu'est-ce-que ça m'fait à moi !?" (1989) Avignon
Musica Michel Bertier, Philippe Madile e Jean-Marc Sohier

Cortex (1991) Créteil
Maison des Arts de Créteil
Musica Denis Mariotte

Ay Dios (1992) Lyon
Biennale della Danse de Lyon
per Kader Belarbi e Wilfried Romoli
Musica Denis Mariotte

Made in France (1992) Pays-Bas
per Nederlands Dans Theater3 / 
La Haye
Musica Denis Mariotte

Coppelia (1993) Lyon 
per il Lyon Opéra Ballet
Musica Léo Delibes

Waterzooï (1993) Italie 
Teatro Romolo Valli Reggio Emilia
Musica Denis Mariotte

Ramdam (1995) Festival di danza di Cannes 
Fontenay-sous-bois 
Biennale di Danza di Val-de-Marne,
Teatro Fontenay-sous-Bois
Musica Denis Mariotte

Soliloque (1995) Paris 
Teatro Nazionale de Chaillot de Paris
Musica Denis Mariotte

Aujourd'hui peut-être (1996) Créteil 
Maison des Arts de Créteil
Musica VolApük

Pour ainsi dire (1999) Mulhouse
Filature Scène nationale de Mulhouse
Musica Denis Mariotte

Vaille que vaille (1999) Mulhouse 
Filature Scène nationale de Mulhouse
Mus: Denis Mariotte
Quoi qu'il en soit (1999) Mulhouse 
Filature Scène nationale de Mulhouse
Musica Denis Mariotte

Grosse fugue(2001) Meyzieu
Espace Jean Poperen de Meyzieu
Musica Ludwig Van Beethoven

Points de Fuite (2001) Cannes
Festival di danza à Cannes
Musica Denis Mariotte

Les applaudissements ne se mangent pas (2002) Villeurbanne
TNP de Villeurbanne,
Biennale della danza de Lyon
Musica Denis Mariotte

Ça, quand même (2004) Le Mans
L'Espal
Duo di Denis Mariotte et Maguy Marin 

Umwelt (2004) Décines
Le Toboggan
Musica Denis Mariotte

Ha ! Ha ! (2006) Rillieux-la-Pape
centre chorégraphique national

Cap au pire (2006) CND Pantin

Turba (2007) Cannes
ideazione M. Marin et D. Mariotte Festival 
Testo Lucrèce
Musica Franz Schubert, Denis Mariotte

Description d'un combat(2009) Avignon
Festival d'Avignon 
musica Denis Mariotte